# ハレット・チャンベル
ハレット・チャンベル（Halet Çambel、1916年8月27日 - 2014年1月12日）は、トルコの考古学者で、フェンシングのオリンピック選手。チャンベルは、オリンピックに出場した最初のムスリム女性だった。

## 略歴
チャンベルは1916年8月27日にドイツ帝国のベルリンで生まれた。父で駐在武官のハサン・ジェミル・ベイ（チャンベル）はトルコ共和国の建国者であるムスタファ・ケマル・アタテュルクの親友であり、母のレムジイェ・ハヌムは、前大宰相（オスマン朝スルタンの首相）であり当時駐独オスマン朝大使だったイブラヒム・ハッキ・パシャの娘だった。
チャンベルはアルナヴトキョイのアメリカン女子高校（今のロバート・カレッジ）で中等教育を受けた。高校時代に美術史の教師がイスタンブルの歴史的遺跡の見学旅行を実施し、チャンベルはその影響を受けた。またこの時期にフェンシングをはじめた。1933年から1939年までパリのソルボンヌ大学で考古学を学んだ。1940年にチャンベルはイスタンブル大学の助手の職についた。1944年に博士の学位を取得した。1947年からチャンベルは講師として働いた。ドイツのザールラント大学で2年間客員教授をつとめた。1960年に教授に任命され、先史研究所を設立した。1984年に名誉教授になった。
1936年の夏季オリンピックでトルコ代表選手として出場した後、イスタンブルに戻るときに共産主義者の詩人でジャーナリストのナイル・チャクルハンとつきあいを始めた。チャクルハンはその後に有名な建築家になった。ふたりは結婚し、2008年10月にチャクルハンが没するまで70年間にわたって夫婦だった。
チャンベルは2014年1月12日にイスタンブルで没した。97歳だった。イスタンブル大学文学部での式典の後、ムーラ県アクヤカで、夫の墓の隣に埋葬された。

## スポーツ
1936年のベルリンオリンピックに女子個人フルーレ選手として出場した。チャンベルは初めてオリンピックで競技したムスリム女性だった。「ドイツ人女性の役人」によってアドルフ・ヒトラーに面会するよう招待されたが、チャンベルは政治的立場によって断った。

## 考古学者としての業績
第二次世界大戦後、チャンベルはドイツの考古学者でイスタンブル大学の考古学教授であったヘルムート・テーオドール・ボッセルト (1889-1961) について学びはじめた。1947年、ボッセルトとチャンベルはカラテペの発掘を開始した。カラテペはトルコ南部のトロス山脈に位置する紀元前12世紀のヒッタイト王アザティワダの城壁都市だった。カラテペでフェニキア語とアナトリア象形文字の2言語碑文が発見されると、チャンベルはその助けによってアナトリア象形文字の解読のための主要な役割を果たした。
チャンベルはまたトルコの文化遺産の保存のために積極的に活動した。1950年代に政府がカラテペの遺物を博物館に移転しようとする動きにチャンベルは反対した。政府は合意し、その結果1960年にカラテペ・アスランタシュ屋外博物館が設立され、建物の一部を夫のナイル・チャクルハンが設計した。ジェイハン川にダムを建設する動きにも、多数の考古学遺跡を水没させるとして反対した。遺跡を守るために、チャンベルは計画されたダムの水位を下げさせることに成功した。
2004年、チャンベルはオランダのプリンス・クラウス賞を受賞した。賞の審査員は、彼女の功績を「危機に瀕した遺跡を救うための発掘を主導し、石の復元を導入し、トルコの重要な文化遺産を適切な保存を確保したこと」、イスタンブル大学の先史考古学の講座を設立したこと、および「彼女の献身的な学問と、人々と文化遺産の交流の可能性を拡張する上で果たした彼女の独特の役割」に言及している。